# Црно-бели филм
Црно-беле слике комбинују црно-бело у континуираном спектру, стварајући низ нијанси сиве.